# Aeschynomene pseudoglabrescens
Aeschynomene pseudoglabrescens är en ärtväxtart som beskrevs av Bernard Verdcourt. Aeschynomene pseudoglabrescens ingår i släktet Aeschynomene och familjen ärtväxter. Inga underarter finns listade i Catalogue of Life.